# Ángel Velasco Marugán
Ángel Velasco Marugán, noto anche con lo pseudonimo di Lin (Segovia, 16 maggio 1986), è un giocatore di calcio a 5 spagnolo, campione europeo con la Nazionale spagnola nel 2010, 2012 e 2016.

## Carriera
Ha fatto il suo debutto nella massima serie spagnola di calcio a 5 con l'Inter Fútbol Sala, con cui ha vinto il campionato di Spagna e la Coppa Intercontinentale. Nonostante i successi ben presto si trasferì al Caja Segovia Fútbol Sala. Nell'estate del 2010 passò al Barcellona. Nel club dalla natia Segovia, Lin mostra un gioco brillante, che successivamente lo ha portato alla convocazione nella nazionale spagnola, dove prese parte al Campionato Europeo nel 2010, dove vinse il titolo. Lin ha segnato un gol nella finale contro il Portogallo e fu premiato come una delle rivelazioni del torneo.

## Palmarès

### Club

#### Competizioni nazionali
- Campionato spagnolo: 4
Inter: 2004-05
Barcellona: 2010-11, 2011-12, 2012-13
- Coppa di Spagna: 3
Barcellona: 2010-11, 2011-12, 2012-13
- Coppa del Re: 4
Barcellona: 2010-11, 2011-12, 2012-13, 2013-14
- Supercoppa di Spagna: 1
Barcellona: 2013
- Campionato russo: 1
KPRF Mosca: 2019-20

#### Competizioni internazionali
- Coppa UEFA: 2
Barcellona: 2011-12, 2013-14

### Nazionale
- Campionato d'Europa: 3
Ungheria 2010, Croazia 2012, Serbia 2016